# Tòpica (psicoanàlisi)
Tòpica és un mot que prové del terme grec τόπoς (topos, «lloc») i en psicoanàlisi es refereix inicialment als «llocs» i després a les «instàncies» en què ocorren els processos psíquics.

Com aclareixen Jean Laplanche i Jean-Bertrand Pontalis en el seu Diccionari de psicoanàlisi, tòpica fa referència a una

«teoria o punt de vista que suposa una diferenciació de l'aparell psíquic en una sèrie de sistemes dotats de característiques o funcions diferents i disposats en un determinat ordre, cosa que permet considerar-los metafòricament com llocs psíquics dels quals es pot donar una representació espacial figurada. Se sol parlar de dues tòpiques freudianes, la primera en què s'estableix una distinció fonamental entre inconscient, preconscient i conscient, i la segona que diferencia tres instàncies: l'allò, jo i superjò».

La primera tòpica se sol anomenar també «model espacial» de l'aparell psíquic, en contraposició al «model estructural» definit amb les tres instàncies de la segona tòpica.
L'obra de Freud entre 1900 i 1920 es considera dominada per la primera concepció tòpica, mentre que a partir de 1923 i fins a 1939 els seus escrits obeeixen a les concepcions teòriques de la segona tòpica.

## Interpretacions de la segona tòpica en la història del moviment psicoanalític
La segona tòpica de Freud desencadenà un acalorat debat entre els seus seguidors. Aquesta controvèrsia acabà delimitant diferents escoles de psicoanàlisi. Els qui emfasitzaren la importància del jo com a instància psíquica mitjancera en el conflicte essencial que constitueix el subjecte fundaren el corrent de la psicologia del jo. Altres corrents (com el kleinià i el lacanià) privilegiaren en aquest moment del debat l'allò. El jo llavors es redefineix i se li agrega el concepte de «si mateix» (en la psicologia del subjecte o lacanisme).

## Tòpica en la psicoanàlisi lacaniana
En la psicoanàlisi lacaniana s'anomena «tòpica» els tres registres definits per Lacan com el real, l'imaginari i el simbòlic. També ací hi hagué un primer moment de l'obra de Lacan fins a 1970, la «primera tòpica lacaniana», en què el registre o ordre d'«el simbòlic» ocupa el lloc predominant, i una «segona tòpica» (de 1970 a 1978) en què apareix el «registre del real» ocupant-ne la posició predominant.

## Com a concepte metapsicològic
El concepte de «tòpica» també l'utilitzà Freud per a descriure un dels tres punts de vista de la seua metapsicologia. Mentre que el punt de vista «tòpic» determina el lloc de l'esdevenir psíquic, el punt de vista dinàmic descriu les relacions entre els sistemes, en el conflicte i en el procés transaccional, mentre que el punt de vista econòmic els fluxos i l'equilibri energètic. En els texts metapsicològics i en concret en el seu assaig L'inconscient, Freud remarca la necessitat d'abordar l'anàlisi de cada procés, mecanisme o fenomen psíquic des d'aquests tres punts de vista: tòpic, dinàmic i econòmic: 
«Propose que quan arribem a descriure un procés psíquic en els seus aspectes dinàmics, tòpics i econòmics, s'anomene exposició metapsicològica». 
Allò tòpic es refereix als llocs (conceptuals, metafòrics) en què ocorren els processos psíquics. És un concepte essencialment espacial, però que no té res a veure amb localitzacions en el sistema nerviós central: 

«La nostra tòpica psíquica, provisionalment, no té res a veure amb l'anatomia; es refereix a regions de l'aparell psíquic, on siga que se situen en el cos, i no a llocs anatòmics».
Allò dinàmic se centra en el procés, el conflicte entre sistemes en l'esdevenir anímic i puntualment en la manera en què succeeixen les catexis. Com que els fenòmens psíquics són resultants del conflicte de forces d'origen pulsional, el punt de vista dinàmic observa els mecanismes que regulen les formacions transaccionals (de compromís entre els sistemes en conflicte).
Allò econòmic es refereix al consum, estalvi, conservació i flux d'energia libidinal, el càlcul relatiu de «les destinacions de les magnituds d'excitació». La hipòtesi planteja que els processos psíquics es poden observar segons la circulació i distribució d'energia (pulsional) i que aquesta seria quantificable, això és, una energia que pot augmentar, conservar-se o disminuir, i respecte a la qual es poden establir relacions i operacions (d'equivalència, equilibri, compensació, suma, resta, etc.).